# 天宁寺桥
天宁寺桥位于北京市西城区月坛街道、广安门外街道和广安门内街道交界处，是广安门北滨河路（西二环）同宣武门西大街－莲花池东路交汇的复杂立交桥。这座立交桥得名于天宁寺。